# Müllerwohnhaus Schwachhauser Heerstraße 253
Das Müllerwohnhaus Schwachhauser Heerstraße 253 befindet sich in Bremen, Stadtteil Schwachhausen, Ortsteil Radio Bremen, Schwachhauser Heerstraße 253. Das Wohnhaus entstand um 1790. 
Es steht seit 1973 unter Bremer Denkmalschutz.

## Geschichte
Das eingeschossige, rechteckige, verputzte Wohnhaus mit dem Walmdach wurde um 1790 in der Epoche des Barocks für den Müller gebaut. 
Es ist das letzte erhaltene Haus des alten Dorfes Schwachhausen an der damaligen Schwachhauser Chaussee, die von 1816 bis 1819 umfassend ausgebaut und nach Norden bis in das Dorf Horn verlängert wurde. Das Dorf Schwachhausen lag auf der Grenze der heutigen Ortsteile Riensberg und Radio Bremen. 1803, als das Dorf zu Bremen kam, hatte es 206 Einwohner. Im 18. Jahrhundert war hier die Bebauung noch sehr locker. Die alte Mühle ist nicht erhalten.
Heute (2018) wird das Haus durch eine Praxis genutzt.